# 長津美代子
長津 美代子（ながつ みよこ、1949年2月 - ）は、日本の家族研究者。お茶の水女子大学大学院家政学研究科家庭経営学修了。群馬大学教育学部教授。社会科学博士。専門は、家族関係学・家族社会学・生活経営学。

## 略歴
- 1967年3月  福岡県立京都高等学校卒業。
- 1971年3月　奈良女子大学家政学部卒業。
- 1977年3月　お茶の水女子大学大学院家政学研究科家庭経営学修了 （家政学修士）
- 1978年 - 1980年　聖心女子大学文学部非常勤講師
- 1980年 - 1995年　東京女子大学文理学部非常勤講師
- 1986年 - 1989年　青葉学園短期大学専任講師
- 1989年 - 1994年　青葉学園短期大学助教授
- 1994年 - 1998年　群馬大学教育学部助教授
- 1998年 -2014年 群馬大学教育学部教授
- 2006年 - お茶の水女子大学より博士（社会科学）の学位を取得[1]
- 2014年 - 群馬大学名誉教授

## 専門分野
主に家族関係学・家族社会学・生活経営学
- 家族のウェルビーイング[2]と家族・地域社会
- 中年期における夫婦関係とパーソナルネットワーク
- 家族の個人化・個別化と統合
- ケアと感情労働

## 著書・論文

### 著書
- 『共働き家族』 （家政教育社、1993年）
- 『図説　変わる結婚と家族』(共著) （日本女子社会教育会、1995年）
- 『夫婦関係研究のレビューと課題-1970年以降の実証研究を中心に-(共著)』 （「いま家族に何が起こっているのか」ミネルヴァ書房、1996年）
- 『現代社会と生活』(共著) （建帛社、1997年）
- 『図説　変わる家族と子ども』(共著) （日本女子社会教育会、1997年）
- 「高齢者と家族」岡村清子、長谷川倫子編『テキストブックエイジングの社会学』 （日本評論社、1997年）
- 『家族と近隣関係』 （ニチブン『家族と共に作る家庭生活(Asset2)』、1998年）
- 『妻・母の就業と家族関係－育児と介護をめぐって－』 （石原邦雄編『家族と職業 競合と調整』ミネルヴァ書房、2002年）
- 『変わりゆく夫婦関係－共有するネットワーク－』 （袖井孝子編著『少子化社会の家族と福祉－女性と高齢者の視点から－』ミネルヴァ書房、2004年）
- 『家族変化の歴史的経緯』 （石川實・岸本幸臣編著『生活と家族』コロナ社、2004年）
- 『中年期における夫婦関係の研究』 （日本評論社、2007年）
- 『三訂新しい家族関係学』 （長津美代子・小澤千穂子編著、建帛社、2023年）

他多数

### 論文
- 『家族の個別化・凝集性と中学生の自尊感情』　日本家政学会誌 （学術雑誌、2001年）
- 『性・結婚・家族に関する意識とライフコース設計（共著）』 群馬大学教育学部紀要、芸術・技術・体育・生活科学編 （大学・研究所等紀要、2002年）
- 『群馬県Kグループホームの実態－痴呆性高齢者のQOLの視点から－（共著）』 家庭科教育 （その他、2002年）
- 『中高年期における夫婦関係の再構築（共著）』 家族関係学 （学術雑誌、2002年）
- 『夫婦関係経歴で生じた危機とそれへの対処－中高年男女12ケースを対象にした分析から－』　群馬大学教育学部紀要　芸術・技術・体育・生活科学編 （大学・研究所等紀要、2003年）
- 『中高年期におけるパーソナル・ネットワークと夫婦の情緒的統合およびウェルビーイング』　日本家政学会誌 （学術雑誌、2004年）
- 国立情報学研究所収録論文 国立情報学研究所.2010.05.18閲覧。

他多数

## 所属学会
- 日本家政学会 （編集委員・評議員）
- 日本家族社会学会 （編集委会専門委員・監事・学会賞選考委員）
- 日本家政学会生活経営学部会
- 日本家政学会家族関係学部会 （編集委員長・部会長・監事）
- 家族問題研究学会（専門査読委員）
- 国際家政学会(International Federation for Home Economics)